# Delegațiile Congresului Statelor Unite ale Americii din partea statului Tennessee
Această pagină este o listă a delegațiilor congresionale din statul Tennessee pentru Senatul respectiv pentru Camera Reprezentanților, ambele camere ale parlamentului bicameral al Statelor Unite ale Americii, numit Congresul Statelor Unite ale Americii . 

Statul Tennessee a intrat în Uniune ca cel de-al 16-lea stat al său la 1 iunie 1796, făcând parte inițial din statul Carolina de Nord și apoi din Southwest Territory. Ca atare, participarea statului la sesiunile Congresului Statelor Unite s-a făcut începând cu cel de-al 3-lea, respectiv al 4-lea Congres al Uniunii.
Aidoma și altor state ale republicii, statul Tennessee a trecut de-a lungul timpului prin multe schimbări demografice, care au determinat mai multe re-aranjări ale districtelor electorale statale. Spre exemplificare, în timp ce reprezentativii Don Sundquist, Ed Bryant și Marsha Blackburn au reprezentat cel de-al șaptelea district electoral începând cu anul 1983, cei trei sunt considerați a fi "succesorii" lui Robin Beard, din moment ce actualul district al 7-lea conține majoritatea suprafeței acoperită de districtul al 6-lea înainte de același an.

## Senatul Statelor Unite ale Americii (United States Senate)
| Senatori Clasa 1             | Congress-ul al           | Senatori Clasa 2                   |
| ---------------------------- | ------------------------ | ---------------------------------- |
| William Cocke (D-R)          | Al 4-lea (1795 – 1797)   | William Blount (D-R)               |
| William Cocke (D-R)          | Al 5-lea (1797 – 1799)   | William Blount (D-R)               |
| Andrew Jackson (D-R)         | Joseph Anderson (D-R)    |                                    |
| Daniel Smith (D-R)           | Joseph Anderson (D-R)    |                                    |
| Joseph Anderson (D-R)        | Al 6-lea (1799 – 1801)   | William Cocke (D-R)                |
| Joseph Anderson (D-R)        | Al 7-lea (1801 – 1803)   | William Cocke (D-R)                |
| Joseph Anderson (D-R)        | Al 8-lea (1803 – 1805)   | William Cocke (D-R)                |
| Joseph Anderson (D-R)        | Al 9-lea (1805 – 1807)   | Daniel Smith (D-R)                 |
| Joseph Anderson (D-R)        | Al 10-lea (1807 – 1809)  | Daniel Smith (D-R)                 |
| Joseph Anderson (D-R)        | al 11-lea (1809 – 1811)  | Daniel Smith (D-R)                 |
| Joseph Anderson (D-R)        | Jenkin Whiteside (D-R)   |                                    |
| Joseph Anderson (D-R)        | 12th (1811–1813)         |                                    |
| Joseph Anderson (D-R)        | George W. Campbell (D-R) |                                    |
| Joseph Anderson (D-R)        | 13th (1813–1815)         |                                    |
| Joseph Anderson (D-R)        | Jesse Wharton (D-R)      |                                    |
| George W. Campbell (D-R)     | 14th (1815–1817)         |                                    |
| George W. Campbell (D-R)     | 14th (1815–1817)         | John Williams (D-R)                |
| George W. Campbell (D-R)     | 15th (1817–1819)         |                                    |
| John H. Eaton (D-R)          |                          |                                    |
| 16th (1819–1821)             |                          |                                    |
| 17th (1821–1823)             |                          |                                    |
| 18th (1823–1825)             | Andrew Jackson (D-R)     |                                    |
| 19th (1825–1827)             | Andrew Jackson (D-R)     |                                    |
| Hugh Lawson White (D-R)      |                          |                                    |
| 20th (1827–1829)             |                          |                                    |
| 21st (1829–1831)             |                          |                                    |
| Felix Grundy (D-R)           |                          |                                    |
| 22nd (1831–1833)             |                          |                                    |
| 23rd (1833–1835)             |                          |                                    |
| 24th (1835–1837)             |                          |                                    |
| 25th (1837–1839)             |                          |                                    |
| Ephraim H. Foster (W)        |                          |                                    |
| Felix Grundy (D)             | 26th (1839–1841)         |                                    |
| Alfred O. P. Nicholson (D)   | 26th (1839–1841)         | Alexander O. Anderson (D)          |
| Alfred O. P. Nicholson (D)   | 27th (1841–1843)         | Vacant                             |
| Ephraim H. Foster (W)        | 28th (1843–1845)         | Spencer Jarnagin (W)               |
| Hopkins L. Turney (D)        | 29th (1845–1847)         | Spencer Jarnagin (W)               |
| Hopkins L. Turney (D)        | 30th (1847–1849)         | John Bell (W)                      |
| Hopkins L. Turney (D)        | 31st (1849–1851)         | John Bell (W)                      |
| James C. Jones (W)           | 32nd (1851–1853)         | John Bell (W)                      |
| James C. Jones (W)           | 33rd (1853–1855)         | John Bell (W)                      |
| James C. Jones (W)           | 34th (1855–1857)         | John Bell (W)                      |
| Andrew Johnson (D)           | 35th (1857–1859)         | John Bell (W)                      |
| Andrew Johnson (D)           | 36th (1859–1861)         | Alfred O. P. Nicholson (D)         |
| Andrew Johnson (D)           | 37th (1861–1863)         | American Civil War                 |
| American Civil War           | 37th (1861–1863)         | American Civil War                 |
| 38th (1863–1865)             |                          | American Civil War                 |
| David T. Patterson (U)       | 39th (1865–1867)         | Joseph S. Fowler (Unconditional U) |
| David T. Patterson (U)       | 40th (1867–1869)         | Joseph S. Fowler (Unconditional U) |
| William G. Brownlow (R)      | 41st (1869–1871)         | Joseph S. Fowler (Unconditional U) |
| William G. Brownlow (R)      | 42nd (1871–1873)         | Henry Cooper (D)                   |
| William G. Brownlow (R)      | 43rd (1873–1875)         | Henry Cooper (D)                   |
| Andrew Johnson (D)           | 44th (1875–1877)         | Henry Cooper (D)                   |
| David M. Key (D)             | 44th (1875–1877)         | Henry Cooper (D)                   |
| James E. Bailey (D)          | 44th (1875–1877)         | Henry Cooper (D)                   |
| 45th (1877–1879)             | Isham G. Harris (D)      |                                    |
| 46th (1879–1881)             | Isham G. Harris (D)      |                                    |
| Howell E. Jackson (D)        | Isham G. Harris (D)      | 47th (1881–1883)                   |
| Howell E. Jackson (D)        | Isham G. Harris (D)      | 48th (1883–1885)                   |
| Howell E. Jackson (D)        | Isham G. Harris (D)      | 49th (1885–1887)                   |
| Washington C. Whitthorne (D) | Isham G. Harris (D)      |                                    |
| William B. Bate (D)          | Isham G. Harris (D)      | 50th (1887–1889)                   |
| William B. Bate (D)          | Isham G. Harris (D)      | 51st (1889–1891)                   |
| William B. Bate (D)          | Isham G. Harris (D)      | 52nd (1891–1893)                   |
| William B. Bate (D)          | Isham G. Harris (D)      | 53rd (1893–1895)                   |
| William B. Bate (D)          | Isham G. Harris (D)      | 54th (1895–1897)                   |
| William B. Bate (D)          | Isham G. Harris (D)      | 55th (1897–1899)                   |
| William B. Bate (D)          | Thomas B. Turley (D)     |                                    |
| William B. Bate (D)          | 56th (1899–1901)         |                                    |
| William B. Bate (D)          | 57th (1901–1903)         | Edward W. Carmack (D)              |
| William B. Bate (D)          | 58th (1903–1905)         | Edward W. Carmack (D)              |
| William B. Bate (D)          | 59th (1905–1907)         | Edward W. Carmack (D)              |
| James B. Frazier (D)         |                          | Edward W. Carmack (D)              |
| 60th (1907–1909)             | Robert L. Taylor (D)     |                                    |
| 61st (1909–1911)             | Robert L. Taylor (D)     |                                    |
| Luke Lea (D)                 | Robert L. Taylor (D)     | 62nd (1911–1913)                   |
| Luke Lea (D)                 | Newell Sanders (R)       | 62nd (1911–1913)                   |
| Luke Lea (D)                 | William R. Webb (D)      | 62nd (1911–1913)                   |
| Luke Lea (D)                 | 63rd (1913–1915)         | John K. Shields (D)                |
| Luke Lea (D)                 | 64th (1915–1917)         | John K. Shields (D)                |
| Kenneth D. McKellar (D)      | 65th (1917–1919)         | John K. Shields (D)                |
| Kenneth D. McKellar (D)      | 66th (1919–1921)         | John K. Shields (D)                |
| Kenneth D. McKellar (D)      | 67th (1921–1923)         | John K. Shields (D)                |
| Kenneth D. McKellar (D)      | 68th (1923–1925)         | John K. Shields (D)                |
| Kenneth D. McKellar (D)      | 69th (1925–1927)         | Lawrence D. Tyson (D)              |
| Kenneth D. McKellar (D)      | 70th (1927–1929)         | Lawrence D. Tyson (D)              |
| Kenneth D. McKellar (D)      | 71st (1929–1931)         | Lawrence D. Tyson (D)              |
| Kenneth D. McKellar (D)      | William E. Brock I (D)   |                                    |
| Kenneth D. McKellar (D)      | 72nd (1931–1933)         | Cordell Hull (D)                   |
| Kenneth D. McKellar (D)      | 73rd (1933–1935)         | Nathan L. Bachman (D)              |
| Kenneth D. McKellar (D)      | 74th (1935–1937)         | Nathan L. Bachman (D)              |
| Kenneth D. McKellar (D)      | 75th (1937–1939)         | Nathan L. Bachman (D)              |
| Kenneth D. McKellar (D)      | George L. Berry (D)      |                                    |
| Kenneth D. McKellar (D)      | Tom Stewart (D)          |                                    |
| Kenneth D. McKellar (D)      | 76th (1939–1941)         |                                    |
| Kenneth D. McKellar (D)      | 77th (1941–1943)         |                                    |
| Kenneth D. McKellar (D)      | 78th (1943–1945)         |                                    |
| Kenneth D. McKellar (D)      | 79th (1945–1947)         |                                    |
| Kenneth D. McKellar (D)      | 80th (1947–1949)         |                                    |
| Kenneth D. McKellar (D)      | 81st (1949–1951)         | Estes Kefauver (D)                 |
| Kenneth D. McKellar (D)      | 82nd (1951–1953)         | Estes Kefauver (D)                 |
| Al Gore, Sr. (D)             | 83rd (1953–1955)         | Estes Kefauver (D)                 |
| Al Gore, Sr. (D)             | 84th (1955–1957)         | Estes Kefauver (D)                 |
| Al Gore, Sr. (D)             | 85th (1957–1959)         | Estes Kefauver (D)                 |
| Al Gore, Sr. (D)             | 86th (1959–1961)         | Estes Kefauver (D)                 |
| Al Gore, Sr. (D)             | 87th (1961–1963)         | Estes Kefauver (D)                 |
| Al Gore, Sr. (D)             | 88th (1963–1965)         | Estes Kefauver (D)                 |
| Al Gore, Sr. (D)             | Herbert S. Walters (D)   |                                    |
| Al Gore, Sr. (D)             | Ross Bass (D)            |                                    |
| Al Gore, Sr. (D)             | 89th (1965–1967)         |                                    |
| Al Gore, Sr. (D)             | 90th (1967–1969)         | Howard Baker (R)                   |
| Al Gore, Sr. (D)             | 91st (1969–1971)         | Howard Baker (R)                   |
| Bill Brock (R)               | 92nd (1971–1973)         | Howard Baker (R)                   |
| Bill Brock (R)               | 93rd (1973–1975)         | Howard Baker (R)                   |
| Bill Brock (R)               | 94th (1975–1977)         | Howard Baker (R)                   |
| Jim Sasser (D)               | 95th (1977–1979)         | Howard Baker (R)                   |
| Jim Sasser (D)               | 96th (1979–1981)         | Howard Baker (R)                   |
| Jim Sasser (D)               | 97th (1981–1983)         | Howard Baker (R)                   |
| Jim Sasser (D)               | 98th (1983–1985)         | Howard Baker (R)                   |
| Jim Sasser (D)               | 99th (1985–1987)         | Al Gore (D)                        |
| Jim Sasser (D)               | 100th (1987–1989)        | Al Gore (D)                        |
| Jim Sasser (D)               | 101st (1989–1991)        | Al Gore (D)                        |
| Jim Sasser (D)               | 102nd (1991–1993)        | Al Gore (D)                        |
| Jim Sasser (D)               | 103rd (1993–1995)        | Harlan Mathews (D)                 |
| Jim Sasser (D)               | 103rd (1993–1995)        | Fred Thompson (R)                  |
| Bill Frist (R)               | 104th (1995–1997)        |                                    |
| Bill Frist (R)               | 105th (1997–1999)        |                                    |
| Bill Frist (R)               | 106th (1999–2001)        |                                    |
| Bill Frist (R)               | 107th (2001–2003)        |                                    |
| Bill Frist (R)               | 108th (2003–2005)        | Lamar Alexander (R)                |
| Bill Frist (R)               | 109th (2005–2007)        | Lamar Alexander (R)                |
| Bob Corker (R)               | 110th (2007–2009)        | Lamar Alexander (R)                |
| Bob Corker (R)               | 111th (2009–2011)        | Lamar Alexander (R)                |
| Bob Corker (R)               | 112th (2011–2013)        | Lamar Alexander (R)                |
| Bob Corker (R)               | 113th (2013–2015)        | Lamar Alexander (R)                |

## Camera Reprezentanților a Statelor Unite ale Americii (United States House of Representatives)

### Anii 1789 - 1791 (Parte a statului North Carolina)
John Sevier a fost ales în districtul al 5-lea din  Carolina de Nord (vezi, NC's 5th congressional district), care includea atunci și teritoriul fostului State of Franklin. Sevier a continuat să fie alesul districtului și după ce acesta a fost cedat guernului federal pentru a forma Southwest Territory.

### Anii 1793 - 1796 (1 delegat fără drept de vot)
| Numărul Congresului                | Delegat     |
| ---------------------------------- | ----------- |
| Al 3-lea (1793 – 1795)             | James White |
| Al 4-lea (1795 – 4 decembrie 1796) | James White |

### Anii 1796 - 1803 (1 delegat, 1 loc)
Între anii 1796 și 1803, statul Tennessee a ales un sigur reprezentativ, ales din întregul său teritoriu (așa numit în engleză, at-large, state-wide).
| Congress                      | At-large                     |
| ----------------------------- | ---------------------------- |
| 4th (4 decembrie 1796 – 1797) | Andrew Jackson (D-R)         |
| 4th (4 decembrie 1796 – 1797) | William C.C. Claiborne (D-R) |
| 5th (1797–1799)               |                              |
| 6th (1799–1801)               |                              |
| 7th (1801–1803)               | William Dickson (D-R)        |

### Anii 1803 - 1813 (3 delegați, 3 locuri)
Tennessee elected three representatives, at-large, state-wide for the 8th Congress, and then in separate districts after that.
| Congress         | 1st At-large seat     | 2nd At-large seat        | 3rd At-large seat             |
| ---------------- | --------------------- | ------------------------ | ----------------------------- |
| 8th (1803–1805)  | William Dickson (D-R) | George W. Campbell (D-R) | John Rhea (D-R)               |
| Congress         | District              | District                 | District                      |
| Congress         | 1st                   | 2nd                      | 3rd                           |
| 9th (1805–1807)  | John Rhea (D-R)       | George W. Campbell (D-R) | William Dickson (D-R)         |
| 10th (1807–1809) | John Rhea (D-R)       | George W. Campbell (D-R) | Jesse Wharton (D-R)           |
| 11th (1809–1811) | John Rhea (D-R)       | Robert Weakley (D-R)     | Pleasant Moorman Miller (D-R) |
| 12th (1811–1813) | John Rhea (D-R)       | John Sevier (D-R)        | Felix Grundy (D-R)            |

### 1813 - 1823: 6 seats
Tennessee elected six representatives from districts.
| Congress         | District            | District                      | District                   | District                   | District                          | District                    |
| Congress         | 1st                 | 2nd                           | 3rd                        | 4th                        | 5th                               | 6th                         |
| ---------------- | ------------------- | ----------------------------- | -------------------------- | -------------------------- | --------------------------------- | --------------------------- |
| 13th (1813–1815) | John Rhea (D-R)     | John Sevier (D-R)             | Thomas K. Harris (D-R)     | John Henry Bowen (D-R)     | Felix Grundy (D-R)                | Parry Wayne Humphreys (D-R) |
| 13th (1813–1815) | John Rhea (D-R)     | John Sevier (D-R)             | Thomas K. Harris (D-R)     | John Henry Bowen (D-R)     | Newton Cannon (D-R)               | Parry Wayne Humphreys (D-R) |
| 14th (1815–1817) | Samuel Powell (D-R) | John Sevier (D-R)             | Isaac Thomas (D-R)         | Bennett H. Henderson (D-R) | James B. Reynolds (D-R)           |                             |
| 14th (1815–1817) | Samuel Powell (D-R) | William Grainger Blount (D-R) | Isaac Thomas (D-R)         | Bennett H. Henderson (D-R) | James B. Reynolds (D-R)           |                             |
| 15th (1817–1819) | John Rhea (D-R)     | Francis Jones (D-R)           | Samuel E. Hogg (D-R)       | Thomas Claiborne (D-R)     | George Washington Lent Marr (D-R) |                             |
| 16th (1819–1821) | John Rhea (D-R)     | Francis Jones (D-R)           | John Alexander Cocke (D-R) | Robert Allen (D-R)         | Newton Cannon (D-R)               | Henry Hunter Bryan (D-R)    |
| 17th (1821–1823) | John Rhea (D-R)     | Francis Jones (D-R)           | John Alexander Cocke (D-R) | Robert Allen (D-R)         | Newton Cannon (D-R)               | Vacant                      |

### 1823 - 1833: 9 seats
From 1823 to 1833, Tennessee elected nine representatives.
| 18th (1823–1825) | John Blair (Jackson D-R) | John Alexander Cocke (Jackson D-R) | James Israel Standifer (Jackson D-R) | Jacob C. Isacks (Jackson D-R) | Robert Allen (Jackson D-R) | James T. Sandford (Jackson D-R) | Sam Houston (Jackson D-R) | James B. Reynolds (Jackson D-R) | Adam Rankin Alexander (Jackson D-R) |
| 19th (1825–1827) | John Blair (J)           | John Alexander Cocke (J)           | James Coffield Mitchell (J)          | Jacob C. Isacks (J)           | Robert Allen (J)           | James K. Polk (J)               | Sam Houston (J)           | John Hartwell Marable (J)       | Adam Rankin Alexander (J)           |
| 20th (1827–1829) | John Blair (J)           | Pryor Lea (D)                      | James Coffield Mitchell (J)          | Jacob C. Isacks (J)           | Robert Desha (D)           | James K. Polk (J)               | John Bell (D)             | John Hartwell Marable (J)       | Davy Crockett (Anti-J)              |
| 21st (1829–1831) | John Blair (J)           | Pryor Lea (D)                      | James Israel Standifer (J)           | Jacob C. Isacks (J)           | Robert Desha (D)           | James K. Polk (J)               | John Bell (D)             | Cave Johnson (J)                | Davy Crockett (Anti-J)              |
| 22nd (1831–1833) | John Blair (J)           | Thomas Dickens Arnold (Anti-J)     | James Israel Standifer (J)           | Jacob C. Isacks (J)           | William Hall (J)           | James K. Polk (J)               | John Bell (D)             | Cave Johnson (J)                | William Fitzgerald (J)              |

### 1833 - 1843: 13 seats
For the ten years following the 1830 census, Tennessee had its largest apportionment of 13 seats.
| Congress         | District                       | District              | District                   | District                        | District                  | District                | District                    | District                        | District                   | District                     | District             | District                 | District                        |
| Congress         | 1st                            | 2nd                   | 3rd                        | 4th                             | 5th                       | 6th                     | 7th                         | 8th                             | 9th                        | 10th                         | 11th                 | 12th                     | 13th                            |
| ---------------- | ------------------------------ | --------------------- | -------------------------- | ------------------------------- | ------------------------- | ----------------------- | --------------------------- | ------------------------------- | -------------------------- | ---------------------------- | -------------------- | ------------------------ | ------------------------------- |
| 23rd (1833–1835) | John Blair (J)                 | Samuel Bunch (J)      | Luke Lea (J)               | James Israel Standifer (J)      | John B. Forester (J)      | Balie Peyton (J)        | John Bell (J)               | David W. Dickinson (J)          | James K. Polk (J)          | William Marshall Inge (J)    | Cave Johnson (J)     | Davy Crockett (Anti-J)   | William Claiborne Dunlap (J)    |
| 24th (1835–1837) | William Blount Carter (Anti-J) | Samuel Bunch (Anti-J) | Luke Lea (Anti-J)          | James Israel Standifer (Anti-J) | John B. Forester (Anti-J) | Balie Peyton (Anti-J)   | John Bell (Anti-J)          | Abram Poindexter Maury (Anti-J) | James K. Polk (J)          | Ebenezer J. Shields (Anti-J) | Cave Johnson (J)     | Adam Huntsman (J)        | William Claiborne Dunlap (J)    |
| 25th (1837–1839) | William Blount Carter (W)      | Abraham McClellan (D) | Joseph Lanier Williams (W) | James Israel Standifer (W)      | Hopkins Lacy Turney (D)   | William B. Campbell (W) | John Bell (W)               | Abram Poindexter Maury (W)      | James K. Polk (D)          | Ebenezer J. Shields (W)      | Richard Cheatham (W) | John Wesley Crockett (W) | Christopher Harris Williams (W) |
| 25th (1837–1839) | William Blount Carter (W)      | Abraham McClellan (D) | Joseph Lanier Williams (W) | William Stone (W)               | Hopkins Lacy Turney (D)   | William B. Campbell (W) | John Bell (W)               | Abram Poindexter Maury (W)      | James K. Polk (D)          | Ebenezer J. Shields (W)      | Richard Cheatham (W) | John Wesley Crockett (W) | Christopher Harris Williams (W) |
| 26th (1839–1841) | William Blount Carter (W)      | Abraham McClellan (D) | Joseph Lanier Williams (W) | Julius W. Blackwell (D)         | Hopkins Lacy Turney (D)   | William B. Campbell (W) | John Bell (W)               | Meredith Poindexter Gentry (W)  | Harvey Magee Watterson (D) | Aaron V. Brown (D)           | Cave Johnson (D)     | John Wesley Crockett (W) | Christopher Harris Williams (W) |
| 27th (1841–1843) | Thomas Dickens Arnold (W)      | Abraham McClellan (D) | Joseph Lanier Williams (W) | Thomas Jefferson Campbell (W)   | Hopkins Lacy Turney (D)   | William B. Campbell (W) | Robert Looney Caruthers (W) | Meredith Poindexter Gentry (W)  | Harvey Magee Watterson (D) | Aaron V. Brown (D)           | Cave Johnson (D)     | Milton Brown (W)         | Christopher Harris Williams (W) |

### 1843 - 1853: 11 seats
After the 1840 census, Tennessee lost 2 seats.
| Congress         | District           | District                   | District                          | District                   | District                    | District                      | District                       | District                  | District                   | District                    | District                        |
| Congress         | 1st                | 2nd                        | 3rd                               | 4th                        | 5th                         | 6th                           | 7th                            | 8th                       | 9th                        | 10th                        | 11th                            |
| ---------------- | ------------------ | -------------------------- | --------------------------------- | -------------------------- | --------------------------- | ----------------------------- | ------------------------------ | ------------------------- | -------------------------- | --------------------------- | ------------------------------- |
| 28th (1843–1845) | Andrew Johnson (D) | William Tandy Senter (W)   | Julius W. Blackwell (D)           | Alvan Cullom (D)           | George Washington Jones (D) | Aaron V. Brown (D)            | David W. Dickinson (W)         | Joseph Hopkins Peyton (W) | Cave Johnson (D)           | John Baptista Ashe (W)      | Milton Brown (W)                |
| 29th (1845–1847) | Andrew Johnson (D) | William Michael Cocke (W)  | John Hervey Crozier (W)           | Alvan Cullom (D)           | George Washington Jones (D) | Barclay Martin (D)            | Meredith Poindexter Gentry (W) | Joseph Hopkins Peyton (W) | Lucien Bonaparte Chase (D) | Frederick Perry Stanton (D) | Milton Brown (W)                |
| 29th (1845–1847) | Andrew Johnson (D) | William Michael Cocke (W)  | John Hervey Crozier (W)           | Alvan Cullom (D)           | George Washington Jones (D) | Barclay Martin (D)            | Meredith Poindexter Gentry (W) | Edwin Hickman Ewing (W)   | Lucien Bonaparte Chase (D) | Frederick Perry Stanton (D) | Milton Brown (W)                |
| 30th (1847–1849) | Andrew Johnson (D) | William Michael Cocke (W)  | John Hervey Crozier (W)           | Hugh Lawson White Hill (D) | George Washington Jones (D) | James Houston Thomas (D)      | Meredith Poindexter Gentry (W) | Washington Barrow (W)     | Lucien Bonaparte Chase (D) | Frederick Perry Stanton (D) | William T. Haskell (W)          |
| 31st (1849–1851) | Andrew Johnson (D) | Albert Galiton Watkins (W) | Josiah M. Anderson (W)            | John Houston Savage (D)    | George Washington Jones (D) | James Houston Thomas (D)      | Meredith Poindexter Gentry (W) | Andrew Ewing (D)          | Isham G. Harris (D)        | Frederick Perry Stanton (D) | Christopher Harris Williams (W) |
| 32nd (1851–1853) | Andrew Johnson (D) | Albert Galiton Watkins (W) | William Montgomery Churchwell (D) | John Houston Savage (D)    | George Washington Jones (D) | William Hawkins Polk (Ind. D) | Meredith Poindexter Gentry (W) | William Cullom (W)        | Isham G. Harris (D)        | Frederick Perry Stanton (D) | Christopher Harris Williams (W) |

### 1853 - 1863: 10 seats
After the 1850 census, Tennessee lost 1 seat.
| Congress         | District                                   | District                          | District                      | District                    | District                  | District                    | District               | District                | District                       | District                    |
| Congress         | 1st                                        | 2nd                               | 3rd                           | 4th                         | 5th                       | 6th                         | 7th                    | 8th                     | 9th                            | 10th                        |
| ---------------- | ------------------------------------------ | --------------------------------- | ----------------------------- | --------------------------- | ------------------------- | --------------------------- | ---------------------- | ----------------------- | ------------------------------ | --------------------------- |
| 33rd (1853–1855) | Brookins Campbell (D)                      | William Montgomery Churchwell (D) | Samuel Axley Smith (D)        | William Cullom (W)          | Charles Ready (W)         | George Washington Jones (D) | Robert Malone Bugg (W) | Felix Zollicoffer (W)   | Emerson Etheridge (W)          | Frederick Perry Stanton (D) |
| 33rd (1853–1855) | Nathaniel Green Taylor (W)                 | William Montgomery Churchwell (D) | Samuel Axley Smith (D)        | William Cullom (W)          | Charles Ready (W)         | George Washington Jones (D) | Robert Malone Bugg (W) | Felix Zollicoffer (W)   | Emerson Etheridge (W)          | Frederick Perry Stanton (D) |
| 34th (1855–1857) | Albert Galiton Watkins (D)                 | William Henry Sneed (K-N)         | Samuel Axley Smith (D)        | John Houston Savage (D)     | Charles Ready (K-N)       | George Washington Jones (D) | John Vines Wright (D)  | Felix Zollicoffer (K-N) | Emerson Etheridge (K-N)        | Thomas Rivers (K-N)         |
| 35th (1857–1859) | Albert Galiton Watkins (D)                 | Horace Maynard (K-N)              | Samuel Axley Smith (D)        | John Houston Savage (D)     | Charles Ready (K-N)       | George Washington Jones (D) | John Vines Wright (D)  | Felix Zollicoffer (K-N) | John DeWitt Clinton Atkins (D) | William Tecumsah Avery (D)  |
| 36th (1859–1861) | Thomas Amos Rogers Nelson (O)              | Horace Maynard (O)                | Reese Bowen Brabson (O)       | William Brickly Stokes (O)  | Robert Hopkins Hatton (O) | James Houston Thomas (D)    | John Vines Wright (D)  | James Minor Quarles (O) | Emerson Etheridge (O)          | William Tecumsah Avery (D)  |
| 37th (1861–1863) | Nelson reelected but failed to take office | Horace Maynard (U)                | George Washington Bridges (U) | Andrew Jackson Clements (U) | American Civil War        | American Civil War          | American Civil War     | American Civil War      | American Civil War             | American Civil War          |

### 1863 - 1873: 8 seats
After the 1860 census, Tennessee lost 2 seats.
| Congress         | District                   | District                         | District                    | District               | District                    | District                              | District                   | District                 |
| Congress         | 1st                        | 2nd                              | 3rd                         | 4th                    | 5th                         | 6th                                   | 7th                        | 8th                      |
| ---------------- | -------------------------- | -------------------------------- | --------------------------- | ---------------------- | --------------------------- | ------------------------------------- | -------------------------- | ------------------------ |
| 38th (1863–1865) | American Civil War         | American Civil War               | American Civil War          | American Civil War     | American Civil War          | American Civil War                    | American Civil War         | American Civil War       |
| 39th (1865–1867) | Nathaniel Green Taylor (U) | Horace Maynard (Unconditional U) | William Brickly Stokes (U)  | Edmund Cooper (U)      | William B. Campbell (U)     | Samuel Mayes Arnell (Unconditional U) | Isaac Roberts Hawkins (U)  | John W. Leftwich (U)     |
| 40th (1867–1869) | Roderick R. Butler (R)     | Horace Maynard (R)               | William Brickly Stokes (R)  | James Mullins (R)      | John Trimble (R)            | Samuel Mayes Arnell (R)               | Isaac Roberts Hawkins (R)  | David Alexander Nunn (R) |
| 41st (1869–1871) | Roderick R. Butler (R)     | Horace Maynard (R)               | William Brickly Stokes (R)  | Lewis Tillman (R)      | William Farrand Prosser (R) | Samuel Mayes Arnell (R)               | Isaac Roberts Hawkins (R)  | William Jay Smith (R)    |
| 42nd (1871–1873) | Roderick R. Butler (R)     | Horace Maynard (R)               | Abraham Ellison Garrett (D) | John Morgan Bright (D) | Edward Isaac Golladay (D)   | Washington C. Whitthorne (D)          | Robert Porter Caldwell (D) | William Wirt Vaughan (D) |

### 1873 - present
After the 1870 census, Tennessee gained 2 seats.
| Congress            | District                      | District                        | District                  | District                       | District                | District                     | District                       | District                       | District                    | At-large seat            |
| Congress            | 1st                           | 2nd                             | 3rd                       | 4th                            | 5th                     | 6th                          | 7th                            | 8th                            | 9th                         | At-large seat            |
| ------------------- | ----------------------------- | ------------------------------- | ------------------------- | ------------------------------ | ----------------------- | ---------------------------- | ------------------------------ | ------------------------------ | --------------------------- | ------------------------ |
| 43rd (1873–1875)    | Roderick R. Butler (R)        | Jacob Montgomery Thornburgh (R) | William Crutchfield (R)   | John Morgan Bright (D)         | Horace Harrison (R)     | Washington C. Whitthorne (D) | John DeWitt Clinton Atkins (D) | David Alexander Nunn (R)       | Barbour Lewis (R)           | Horace Maynard (R)       |
| 44th (1875–1877)    | William McFarland (D)         | Jacob Montgomery Thornburgh (R) | George Gibbs Dibrell (D)  | Samuel McClary Fite (D)        | John Morgan Bright (D)  | John Ford House (D)          | Washington C. Whitthorne (D)   | John DeWitt Clinton Atkins (D) | William Parker Caldwell (D) | 10th district            |
| 44th (1875–1877)    | William McFarland (D)         | Jacob Montgomery Thornburgh (R) | George Gibbs Dibrell (D)  | Samuel McClary Fite (D)        | John Morgan Bright (D)  | John Ford House (D)          | Washington C. Whitthorne (D)   | John DeWitt Clinton Atkins (D) | William Parker Caldwell (D) | H. Casey Young (D)       |
| 44th (1875–1877)    | William McFarland (D)         | Jacob Montgomery Thornburgh (R) | George Gibbs Dibrell (D)  | Haywood Yancey Riddle (D)      | John Morgan Bright (D)  | John Ford House (D)          | Washington C. Whitthorne (D)   | John DeWitt Clinton Atkins (D) | William Parker Caldwell (D) |                          |
| 45th (1877–1879)    | James Henry Randolph (R)      | Jacob Montgomery Thornburgh (R) | George Gibbs Dibrell (D)  |                                | John Morgan Bright (D)  | John Ford House (D)          | Washington C. Whitthorne (D)   | John DeWitt Clinton Atkins (D) | William Parker Caldwell (D) |                          |
| 46th (1879–1881)    | Robert L. Taylor (D)          | Leonidas C. Houk (R)            | George Gibbs Dibrell (D)  | Benton McMillin (D)            | John Morgan Bright (D)  | John Ford House (D)          | Washington C. Whitthorne (D)   | John DeWitt Clinton Atkins (D) | Charles Bryson Simonton (D) |                          |
| 47th (1881–1883)    | Augustus Herman Pettibone (R) | Leonidas C. Houk (R)            | George Gibbs Dibrell (D)  | Benton McMillin (D)            | Richard Warner (D)      | John Ford House (D)          | Washington C. Whitthorne (D)   | John DeWitt Clinton Atkins (D) | Charles Bryson Simonton (D) | William Robert Moore (R) |
| 48th (1883–1885)    | Augustus Herman Pettibone (R) | Leonidas C. Houk (R)            | George Gibbs Dibrell (D)  | Benton McMillin (D)            | Richard Warner (D)      | Andrew Jackson Caldwell (D)  | John Goff Ballentine (D)       | John May Taylor (D)            | Rice Alexander Pierce (D)   | H. Casey Young (D)       |
| 49th (1885–1887)    | Augustus Herman Pettibone (R) | Leonidas C. Houk (R)            | John R. Neal (D)          | Benton McMillin (D)            | James D. Richardson (D) | Andrew Jackson Caldwell (D)  | John Goff Ballentine (D)       | John May Taylor (D)            | Presley T. Glass (D)        | Zachary Taylor (R)       |
| 50th (1887–1889)    | Roderick R. Butler (R)        | Leonidas C. Houk (R)            | John R. Neal (D)          | Benton McMillin (D)            | James D. Richardson (D) | Joseph E. Washington (D)     | Washington C. Whitthorne (D)   | Benjamin A. Enloe (D)          | Presley T. Glass (D)        | James Phelan (D)         |
| 51st (1889–1891)    | Alfred A. Taylor (R)          | Leonidas C. Houk (R)            | H. Clay Evans (R)         | Benton McMillin (D)            | James D. Richardson (D) | Joseph E. Washington (D)     | Washington C. Whitthorne (D)   | Benjamin A. Enloe (D)          | Rice Alexander Pierce (D)   | James Phelan (D)         |
| 52nd (1891–1893)    | Alfred A. Taylor (R)          | Leonidas C. Houk (R)            | Henry C. Snodgrass (D)    | Benton McMillin (D)            | James D. Richardson (D) | Joseph E. Washington (D)     | Nicholas N. Cox (D)            | Benjamin A. Enloe (D)          | Rice Alexander Pierce (D)   | Josiah Patterson (D)     |
| 52nd (1891–1893)    | Alfred A. Taylor (R)          | John C. Houk (R)                | Henry C. Snodgrass (D)    | Benton McMillin (D)            | James D. Richardson (D) | Joseph E. Washington (D)     | Nicholas N. Cox (D)            | Benjamin A. Enloe (D)          | Rice Alexander Pierce (D)   | Josiah Patterson (D)     |
| 53rd (1893–1895)    | Alfred A. Taylor (R)          | James C. McDearmon (D)          | Henry C. Snodgrass (D)    | Benton McMillin (D)            | James D. Richardson (D) | Joseph E. Washington (D)     | Nicholas N. Cox (D)            | Benjamin A. Enloe (D)          |                             | Josiah Patterson (D)     |
| 54th (1895–1897)    | William Coleman Anderson (R)  | James C. McDearmon (D)          | Henry R. Gibson (R)       | Benton McMillin (D)            | James D. Richardson (D) | Joseph E. Washington (D)     | Nicholas N. Cox (D)            | Foster V. Brown (R)            | John E. McCall (R)          | Josiah Patterson (D)     |
| 55th (1897–1899)    | Walter P. Brownlow (R)        | John A. Moon (D)                | Henry R. Gibson (R)       | Benton McMillin (D)            | James D. Richardson (D) | John W. Gaines (D)           | Nicholas N. Cox (D)            | Thetus W. Sims (D)             | Rice Alexander Pierce (D)   | Edward W. Carmack (D)    |
| 56th (1899–1901)    | Walter P. Brownlow (R)        | John A. Moon (D)                | Henry R. Gibson (R)       | Charles Edward Snodgrass (D)   | James D. Richardson (D) | John W. Gaines (D)           | Nicholas N. Cox (D)            | Thetus W. Sims (D)             | Rice Alexander Pierce (D)   | Edward W. Carmack (D)    |
| 57th (1901–1903)    | Walter P. Brownlow (R)        | John A. Moon (D)                | Henry R. Gibson (R)       | Charles Edward Snodgrass (D)   | James D. Richardson (D) | John W. Gaines (D)           | Lemuel P. Padgett (D)          | Thetus W. Sims (D)             | Rice Alexander Pierce (D)   | Malcolm R. Patterson (D) |
| 58th (1903–1905)    | Walter P. Brownlow (R)        | John A. Moon (D)                | Henry R. Gibson (R)       | Morgan Cassius Fitzpatrick (D) | James D. Richardson (D) | John W. Gaines (D)           | Lemuel P. Padgett (D)          | Thetus W. Sims (D)             | Rice Alexander Pierce (D)   | Malcolm R. Patterson (D) |
| 59th (1905–1907)    | Walter P. Brownlow (R)        | John A. Moon (D)                | Nathan W. Hale (R)        | Mounce G. Butler (D)           | William C. Houston (D)  | John W. Gaines (D)           | Lemuel P. Padgett (D)          | Thetus W. Sims (D)             | Finis J. Garrett (D)        | Malcolm R. Patterson (D) |
| 60th (1907–1909)    | Walter P. Brownlow (R)        | John A. Moon (D)                | Nathan W. Hale (R)        | Cordell Hull (D)               | William C. Houston (D)  | John W. Gaines (D)           | Lemuel P. Padgett (D)          | Thetus W. Sims (D)             | Finis J. Garrett (D)        | George W. Gordon (D)     |
| 61st (1909–1911)    | Walter P. Brownlow (R)        | John A. Moon (D)                | Richard W. Austin (R)     | Cordell Hull (D)               | William C. Houston (D)  | Joseph W. Byrns (D)          | Lemuel P. Padgett (D)          | Thetus W. Sims (D)             | Finis J. Garrett (D)        | George W. Gordon (D)     |
| 61st (1909–1911)    | Zachary D. Massey (R)         | John A. Moon (D)                | Richard W. Austin (R)     | Cordell Hull (D)               | William C. Houston (D)  | Joseph W. Byrns (D)          | Lemuel P. Padgett (D)          | Thetus W. Sims (D)             | Finis J. Garrett (D)        | George W. Gordon (D)     |
| 62nd (1911–1913)    | Sam R. Sells (R)              | John A. Moon (D)                | Richard W. Austin (R)     | Cordell Hull (D)               | William C. Houston (D)  | Joseph W. Byrns (D)          | Lemuel P. Padgett (D)          | Thetus W. Sims (D)             | Finis J. Garrett (D)        | George W. Gordon (D)     |
| 62nd (1911–1913)    | Sam R. Sells (R)              | John A. Moon (D)                | Richard W. Austin (R)     | Cordell Hull (D)               | William C. Houston (D)  | Joseph W. Byrns (D)          | Lemuel P. Padgett (D)          | Thetus W. Sims (D)             | Finis J. Garrett (D)        | Kenneth D. McKellar (D)  |
| 63rd (1913–1915)    | Sam R. Sells (R)              | John A. Moon (D)                | Richard W. Austin (R)     | Cordell Hull (D)               | William C. Houston (D)  | Joseph W. Byrns (D)          | Lemuel P. Padgett (D)          | Thetus W. Sims (D)             | Finis J. Garrett (D)        |                          |
| 64th (1915–1917)    | Sam R. Sells (R)              | John A. Moon (D)                | Richard W. Austin (R)     | Cordell Hull (D)               | William C. Houston (D)  | Joseph W. Byrns (D)          | Lemuel P. Padgett (D)          | Thetus W. Sims (D)             | Finis J. Garrett (D)        |                          |
| 65th (1917–1919)    | Sam R. Sells (R)              | John A. Moon (D)                | Richard W. Austin (R)     | Cordell Hull (D)               | William C. Houston (D)  | Joseph W. Byrns (D)          | Lemuel P. Padgett (D)          | Thetus W. Sims (D)             | Finis J. Garrett (D)        | Hubert Fisher (D)        |
| 66th (1919–1921)    | Sam R. Sells (R)              | John A. Moon (D)                | J. Will Taylor (R)        | Cordell Hull (D)               | Ewin L. Davis (D)       | Joseph W. Byrns (D)          | Lemuel P. Padgett (D)          | Thetus W. Sims (D)             | Finis J. Garrett (D)        | Hubert Fisher (D)        |
| 67th (1921–1923)    | B. Carroll Reece (R)          | Joseph Edgar Brown (R)          | J. Will Taylor (R)        | Wynne F. Clouse (R)            | Ewin L. Davis (D)       | Joseph W. Byrns (D)          | Lemuel P. Padgett (D)          | Lon A. Scott (R)               | Finis J. Garrett (D)        | Hubert Fisher (D)        |
| 67th (1921–1923)    | B. Carroll Reece (R)          | Joseph Edgar Brown (R)          | J. Will Taylor (R)        | Wynne F. Clouse (R)            | Ewin L. Davis (D)       | Joseph W. Byrns (D)          | Clarence W. Turner (D)         | Lon A. Scott (R)               | Finis J. Garrett (D)        | Hubert Fisher (D)        |
| 68th (1923–1925)    | B. Carroll Reece (R)          | Sam D. McReynolds (D)           | J. Will Taylor (R)        | Cordell Hull (D)               | Ewin L. Davis (D)       | Joseph W. Byrns (D)          | William C. Salmon (D)          | Gordon Browning (D)            | Finis J. Garrett (D)        | Hubert Fisher (D)        |
| 69th (1925–1927)    | B. Carroll Reece (R)          | Sam D. McReynolds (D)           | J. Will Taylor (R)        | Cordell Hull (D)               | Ewin L. Davis (D)       | Joseph W. Byrns (D)          | Edward E. Eslick (D)           | Gordon Browning (D)            | Finis J. Garrett (D)        | Hubert Fisher (D)        |
| 70th (1927–1929)    | B. Carroll Reece (R)          | Sam D. McReynolds (D)           | J. Will Taylor (R)        | Cordell Hull (D)               | Ewin L. Davis (D)       | Joseph W. Byrns (D)          | Edward E. Eslick (D)           | Gordon Browning (D)            | Finis J. Garrett (D)        | Hubert Fisher (D)        |
| 71st (1929–1931)    | B. Carroll Reece (R)          | Sam D. McReynolds (D)           | J. Will Taylor (R)        | Cordell Hull (D)               | Ewin L. Davis (D)       | Joseph W. Byrns (D)          | Edward E. Eslick (D)           | Gordon Browning (D)            | Jere Cooper (D)             | Hubert Fisher (D)        |
| 72nd (1931–1933)    | Oscar B. Lovette (R)          | Sam D. McReynolds (D)           | J. Will Taylor (R)        | John R. Mitchell (D)           | Ewin L. Davis (D)       | Joseph W. Byrns (D)          | Edward E. Eslick (D)           | Gordon Browning (D)            | Jere Cooper (D)             | Edward H. Crump (D)      |
| 72nd (1931–1933)    | Oscar B. Lovette (R)          | Sam D. McReynolds (D)           | J. Will Taylor (R)        | John R. Mitchell (D)           | Ewin L. Davis (D)       | Joseph W. Byrns (D)          | Willa McC. Blake Eslick (D)    | Gordon Browning (D)            | Jere Cooper (D)             | Edward H. Crump (D)      |
| 73rd (1933–1935)    | B. Carroll Reece (R)          | Sam D. McReynolds (D)           | J. Will Taylor (R)        | John R. Mitchell (D)           | Jo Byrns (D)            | Clarence W. Turner (D)       | Gordon Browning (D)            | Jere Cooper (D)                | Edward H. Crump (D)         |                          |
| 74th (1935–1937)    | B. Carroll Reece (R)          | Sam D. McReynolds (D)           | J. Will Taylor (R)        | John R. Mitchell (D)           | Jo Byrns (D)            | Clarence W. Turner (D)       | Herron C. Pearson (D)          | Jere Cooper (D)                | Walter "Clift" Chandler (D) |                          |
| 75th (1937–1939)    | B. Carroll Reece (R)          | Sam D. McReynolds (D)           | J. Will Taylor (R)        | John R. Mitchell (D)           | Richard M. Atkinson (D) | Clarence W. Turner (D)       | Herron C. Pearson (D)          | Jere Cooper (D)                | Walter "Clift" Chandler (D) |                          |
| 76th (1939–1941)    | B. Carroll Reece (R)          | Sam D. McReynolds (D)           | J. Will Taylor (R)        | Al Gore, Sr. (D)               | Jo Byrns, Jr. (D)       | Clarence W. Turner (D)       | Herron C. Pearson (D)          | Jere Cooper (D)                | Walter "Clift" Chandler (D) |                          |
| 76th (1939–1941)    | B. Carroll Reece (R)          | John Jennings, Jr. (R)          | Estes Kefauver (D)        | Al Gore, Sr. (D)               | Jo Byrns, Jr. (D)       | W. Wirt Courtney (D)         | Herron C. Pearson (D)          | Jere Cooper (D)                | Clifford Davis (D)          |                          |
| 77th (1941–1943)    | B. Carroll Reece (R)          | John Jennings, Jr. (R)          | Estes Kefauver (D)        | Al Gore, Sr. (D)               | J. Percy Priest (D)     | W. Wirt Courtney (D)         | Herron C. Pearson (D)          | Jere Cooper (D)                | Clifford Davis (D)          |                          |
| 78th (1943–1945)    | B. Carroll Reece (R)          | John Jennings, Jr. (R)          | Estes Kefauver (D)        | Al Gore, Sr. (D)               | Jim N. McCord (D)       | J. Percy Priest (D)          | W. Wirt Courtney (D)           | Tom J. Murray (D)              | Jere Cooper (D)             | Clifford Davis (D)       |
| 79th (1945–1947)    | B. Carroll Reece (R)          | John Jennings, Jr. (R)          | Estes Kefauver (D)        | Al Gore, Sr. (D)               | Harold Earthman (D)     | J. Percy Priest (D)          | W. Wirt Courtney (D)           | Tom J. Murray (D)              | Jere Cooper (D)             | Clifford Davis (D)       |
| 80th (1947–1949)    | Dayton E. Phillips (R)        | John Jennings, Jr. (R)          | Estes Kefauver (D)        | Al Gore, Sr. (D)               | Joe L. Evins (D)        | J. Percy Priest (D)          | W. Wirt Courtney (D)           | Tom J. Murray (D)              | Jere Cooper (D)             | Clifford Davis (D)       |
| 81st (1949–1951)    | Dayton E. Phillips (R)        | John Jennings, Jr. (R)          | James B. Frazier, Jr. (D) | Al Gore, Sr. (D)               | Joe L. Evins (D)        | J. Percy Priest (D)          | James P. Sutton (D)            | Tom J. Murray (D)              | Jere Cooper (D)             | Clifford Davis (D)       |
| 82nd (1951–1953)    | B. Carroll Reece (R)          | Howard Baker, Sr. (R)           | James B. Frazier, Jr. (D) | Al Gore, Sr. (D)               | Joe L. Evins (D)        | J. Percy Priest (D)          | James P. Sutton (D)            | Tom J. Murray (D)              | Jere Cooper (D)             | Clifford Davis (D)       |
| 83rd (1953–1955)    | B. Carroll Reece (R)          | Howard Baker, Sr. (R)           | James B. Frazier, Jr. (D) | Joe L. Evins (D)               | J. Percy Priest (D)     | James Patrick Sutton (D)     | Tom J. Murray (D)              | Jere Cooper (D)                | Clifford Davis (D)          |                          |
| 84th (1955–1957)    | B. Carroll Reece (R)          | Howard Baker, Sr. (R)           | James B. Frazier, Jr. (D) | Joe L. Evins (D)               | Joe L. Evins (D)        | Ross Bass (D)                | Tom J. Murray (D)              | Jere Cooper (D)                | Clifford Davis (D)          |                          |
| 85th (1957–1959)    | B. Carroll Reece (R)          | Howard Baker, Sr. (R)           | James B. Frazier, Jr. (D) | Joe L. Evins (D)               | J. Carlton Loser (D)    | Ross Bass (D)                | Tom J. Murray (D)              | Jere Cooper (D)                | Clifford Davis (D)          |                          |
| 85th (1957–1959)    | B. Carroll Reece (R)          | Howard Baker, Sr. (R)           | James B. Frazier, Jr. (D) | Joe L. Evins (D)               | J. Carlton Loser (D)    | Ross Bass (D)                | Tom J. Murray (D)              | Fats Everett (D)               | Clifford Davis (D)          |                          |
| 86th (1959–1961)    | B. Carroll Reece (R)          | Howard Baker, Sr. (R)           | James B. Frazier, Jr. (D) | Joe L. Evins (D)               | J. Carlton Loser (D)    | Ross Bass (D)                | Tom J. Murray (D)              |                                | Clifford Davis (D)          |                          |
| 87th (1961–1963)    | B. Carroll Reece (R)          | Howard Baker, Sr. (R)           | James B. Frazier, Jr. (D) | Joe L. Evins (D)               | J. Carlton Loser (D)    | Ross Bass (D)                | Tom J. Murray (D)              |                                | Clifford Davis (D)          |                          |
| Louise G. Reece (R) |                               | Howard Baker, Sr. (R)           | James B. Frazier, Jr. (D) | Joe L. Evins (D)               | J. Carlton Loser (D)    | Ross Bass (D)                | Tom J. Murray (D)              |                                | Clifford Davis (D)          |                          |
| 88th (1963–1965)    | Jimmy Quillen (R)             | Howard Baker, Sr. (R)           | Bill Brock (R)            | Joe L. Evins (D)               | Dick Fulton (D)         | Ross Bass (D)                | Tom J. Murray (D)              |                                | Clifford Davis (D)          |                          |
| 88th (1963–1965)    | Jimmy Quillen (R)             | Irene Bailey Baker (R)          | Bill Brock (R)            | Joe L. Evins (D)               | Dick Fulton (D)         | Ross Bass (D)                | Tom J. Murray (D)              |                                | Clifford Davis (D)          |                          |
| 89th (1965–1967)    | Jimmy Quillen (R)             | John Duncan, Sr. (R)            | Bill Brock (R)            | Joe L. Evins (D)               | Dick Fulton (D)         | William R. Anderson (D)      | Tom J. Murray (D)              | George W. Grider (D)           |                             |                          |
| 90th (1967–1969)    | Jimmy Quillen (R)             | John Duncan, Sr. (R)            | Bill Brock (R)            | Joe L. Evins (D)               | Dick Fulton (D)         | William R. Anderson (D)      | Ray Blanton (D)                | Dan Kuykendall (R)             |                             |                          |
| 91st (1969–1971)    | Jimmy Quillen (R)             | John Duncan, Sr. (R)            | Bill Brock (R)            | Joe L. Evins (D)               | Dick Fulton (D)         | William R. Anderson (D)      | Ray Blanton (D)                | Dan Kuykendall (R)             |                             |                          |
| Ed Jones (D)        | Jimmy Quillen (R)             | John Duncan, Sr. (R)            | Bill Brock (R)            | Joe L. Evins (D)               | Dick Fulton (D)         | William R. Anderson (D)      | Ray Blanton (D)                | Dan Kuykendall (R)             |                             |                          |
| 92nd (1971–1973)    | Jimmy Quillen (R)             | John Duncan, Sr. (R)            | LaMar Baker (R)           | Joe L. Evins (D)               | Dick Fulton (D)         | William R. Anderson (D)      | Ray Blanton (D)                | Dan Kuykendall (R)             |                             |                          |
| 93rd (1973–1975)    | Jimmy Quillen (R)             | John Duncan, Sr. (R)            | LaMar Baker (R)           | Joe L. Evins (D)               | Dick Fulton (D)         | Robin L. Beard, Jr. (R)      | Ed Jones (D)                   | Dan Kuykendall (R)             |                             |                          |
| 94th (1975–1977)    | Jimmy Quillen (R)             | John Duncan, Sr. (R)            | Marilyn Lloyd (D)         | Joe L. Evins (D)               | Dick Fulton (D)         | Robin L. Beard, Jr. (R)      | Ed Jones (D)                   | Harold Ford, Sr. (D)           |                             |                          |
| 94th (1975–1977)    | Jimmy Quillen (R)             | John Duncan, Sr. (R)            | Marilyn Lloyd (D)         | Joe L. Evins (D)               | Clifford Allen (D)      | Robin L. Beard, Jr. (R)      | Ed Jones (D)                   | Harold Ford, Sr. (D)           |                             |                          |
| 95th (1977–1979)    | Jimmy Quillen (R)             | John Duncan, Sr. (R)            | Marilyn Lloyd (D)         | Al Gore (D)                    |                         | Robin L. Beard, Jr. (R)      | Ed Jones (D)                   | Harold Ford, Sr. (D)           |                             |                          |
| 96th (1979–1981)    | Jimmy Quillen (R)             | John Duncan, Sr. (R)            | Marilyn Lloyd (D)         | Al Gore (D)                    | Bill Boner (D)          | Robin L. Beard, Jr. (R)      | Ed Jones (D)                   | Harold Ford, Sr. (D)           |                             |                          |
| 97th (1981–1983)    | Jimmy Quillen (R)             | John Duncan, Sr. (R)            | Marilyn Lloyd (D)         | Al Gore (D)                    | Bill Boner (D)          | Robin L. Beard, Jr. (R)      | Ed Jones (D)                   | Harold Ford, Sr. (D)           |                             |                          |
| 98th (1983–1985)    | Jimmy Quillen (R)             | John Duncan, Sr. (R)            | Marilyn Lloyd (D)         | Jim Cooper (D)                 | Bill Boner (D)          | Al Gore (D)                  | Don Sundquist (R)              | Ed Jones (D)                   | Harold Ford, Sr. (D)        |                          |
| 99th (1985–1987)    | Jimmy Quillen (R)             | John Duncan, Sr. (R)            | Marilyn Lloyd (D)         | Jim Cooper (D)                 | Bill Boner (D)          | Bart Gordon (D)              | Don Sundquist (R)              | Ed Jones (D)                   | Harold Ford, Sr. (D)        |                          |
| 100th (1987–1989)   | Jimmy Quillen (R)             | John Duncan, Sr. (R)            | Marilyn Lloyd (D)         | Jim Cooper (D)                 | Bill Boner (D)          | Bart Gordon (D)              | Don Sundquist (R)              | Ed Jones (D)                   | Harold Ford, Sr. (D)        |                          |
| John Duncan (R)     | Jimmy Quillen (R)             | Bob Clement (D)                 | Marilyn Lloyd (D)         | Jim Cooper (D)                 |                         | Bart Gordon (D)              | Don Sundquist (R)              | Ed Jones (D)                   | Harold Ford, Sr. (D)        |                          |
| John Duncan (R)     | Jimmy Quillen (R)             | Bob Clement (D)                 | Marilyn Lloyd (D)         | Jim Cooper (D)                 | 101st (1989–1991)       | Bart Gordon (D)              | Don Sundquist (R)              | John S. Tanner (D)             | Harold Ford, Sr. (D)        |                          |
| John Duncan (R)     | Jimmy Quillen (R)             | Bob Clement (D)                 | Marilyn Lloyd (D)         | Jim Cooper (D)                 | 102nd (1991–1993)       | Bart Gordon (D)              | Don Sundquist (R)              | John S. Tanner (D)             | Harold Ford, Sr. (D)        |                          |
| John Duncan (R)     | Jimmy Quillen (R)             | Bob Clement (D)                 | Marilyn Lloyd (D)         | Jim Cooper (D)                 | 103rd (1993–1995)       | Bart Gordon (D)              | Don Sundquist (R)              | John S. Tanner (D)             | Harold Ford, Sr. (D)        |                          |
| John Duncan (R)     | Jimmy Quillen (R)             | Bob Clement (D)                 | 104th (1995–1997)         | Zach Wamp (R)                  | Van Hilleary (R)        | Bart Gordon (D)              | Ed Bryant (R)                  | John S. Tanner (D)             | Harold Ford, Sr. (D)        |                          |
| John Duncan (R)     | 105th (1997–1999)             | Bob Clement (D)                 | William L. Jenkins (R)    | Zach Wamp (R)                  | Van Hilleary (R)        | Bart Gordon (D)              | Ed Bryant (R)                  | John S. Tanner (D)             | Harold E. Ford, Jr. (D)     |                          |
| John Duncan (R)     | 106th (1999–2001)             | Bob Clement (D)                 | William L. Jenkins (R)    | Zach Wamp (R)                  | Van Hilleary (R)        | Bart Gordon (D)              | Ed Bryant (R)                  | John S. Tanner (D)             | Harold E. Ford, Jr. (D)     |                          |
| John Duncan (R)     | 107th (2001–2003)             | Bob Clement (D)                 | William L. Jenkins (R)    | Zach Wamp (R)                  | Van Hilleary (R)        | Bart Gordon (D)              | Ed Bryant (R)                  | John S. Tanner (D)             | Harold E. Ford, Jr. (D)     |                          |
| John Duncan (R)     | 108th (2003–2005)             | Lincoln Davis (D)               | William L. Jenkins (R)    | Zach Wamp (R)                  | Jim Cooper (D)          | Bart Gordon (D)              | Marsha Blackburn (R)           | John S. Tanner (D)             | Harold E. Ford, Jr. (D)     |                          |
| John Duncan (R)     | 109th (2005–2007)             | Lincoln Davis (D)               | William L. Jenkins (R)    | Zach Wamp (R)                  | Jim Cooper (D)          | Bart Gordon (D)              | Marsha Blackburn (R)           | John S. Tanner (D)             | Harold E. Ford, Jr. (D)     |                          |
| John Duncan (R)     | 110th (2007–2009)             | Lincoln Davis (D)               | David Davis (R)           | Zach Wamp (R)                  | Jim Cooper (D)          | Bart Gordon (D)              | Marsha Blackburn (R)           | John S. Tanner (D)             | Steve Cohen (D)             |                          |
| John Duncan (R)     | 111th (2009–2011)             | Lincoln Davis (D)               | Phil Roe (R)              | Zach Wamp (R)                  | Jim Cooper (D)          | Bart Gordon (D)              | Marsha Blackburn (R)           | John S. Tanner (D)             | Steve Cohen (D)             |                          |
| John Duncan (R)     | 112th (2011–2013)             | Chuck Fleischmann (R)           | Phil Roe (R)              | Scott DesJarlais (R)           | Jim Cooper (D)          | Diane Black (R)              | Marsha Blackburn (R)           | Stephen Fincher (R)            | Steve Cohen (D)             |                          |
| John Duncan (R)     | 113th (2013–2015)             | Chuck Fleischmann (R)           | Phil Roe (R)              | Scott DesJarlais (R)           | Jim Cooper (D)          | Diane Black (R)              | Marsha Blackburn (R)           | Stephen Fincher (R)            | Steve Cohen (D)             |                          |
| Congress            | 1st                           | 2nd                             | 3rd                       | 4th                            | 5th                     | 6th                          | 7th                            | 8th                            | 9th                         | 10th                     |
| Congress            | District                      |                                 |                           |                                |                         |                              |                                |                                |                             |                          |

## Legendă
| American (Know-Nothing) (K-N)                                 |
| Anti-Administration (Anti-Admin)                              |
| Adams (A)/ Anti-Jacksonian (Anti-J)/ National Republican (NR) |
| Anti-Masonic (Anti-M)                                         |
| Democratic (D)                                                |

| Democratic-Republican (D-R) |
| Farmer-Labor (FL)           |
| Federalist (F)              |
| Free Soil (FS)              |
| Free Silver (FSv)           |
| Greenback (GB)              |
| Jacksonian (J)              |

| Non-Partisan League (NPL)      |
| Nullifier (N)                  |
| Opposition (O)                 |
| Populist (Pop)                 |
| Pro-Administration (Pro-Admin) |
| Progressive (Prog)             |
| Prohibition (Proh.)            |

| Readjuster (Rea)                                          |
| Republican (R)                                            |
| Socialist (Soc)                                           |
| Unionist (U)                                              |
| Whig (W)                                                  |
| Independent / Neafiliat ori schimbat în timpul termenului |

Format:TN-FedRep